# 会津中川駅
会津中川駅（あいづなかがわえき）は、福島県大沼郡金山町大字中川字坂下にある、東日本旅客鉄道（JR東日本）只見線の駅である。

## 歴史
- 1956年（昭和31年）9月20日：開業[1]。旅客のみ取り扱い。
- 1987年（昭和62年）4月1日：国鉄分割民営化により、 東日本旅客鉄道（JR東日本）の駅となる[1]。
- 2011年（平成23年）
  - 7月30日：新潟福島豪雨により、営業を休止。
  - 8月26日：会津宮下 - 当駅 - 会津大塩間でバス代行を開始[2]。
  - 12月3日：会津宮下 - 当駅 - 会津川口間で運転を再開（バス代行終了）[3]。

## 駅構造
会津若松駅管理の無人駅で、単式ホーム1面1線を有する地上駅である。木造駅舎を有しており、駅舎内に待合室がある。旧貨物ホーム跡が残っている。

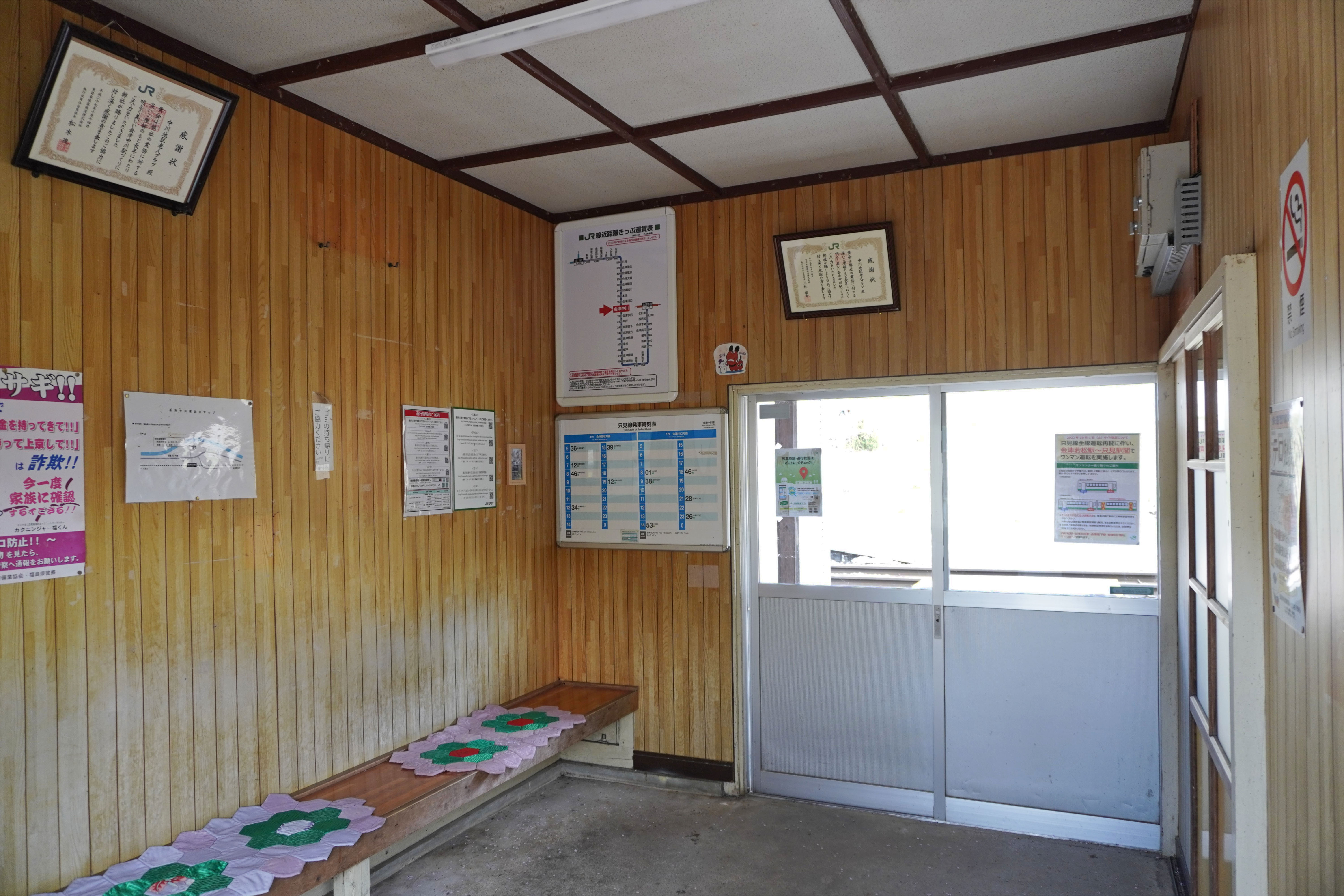
待合室（2023年4月）
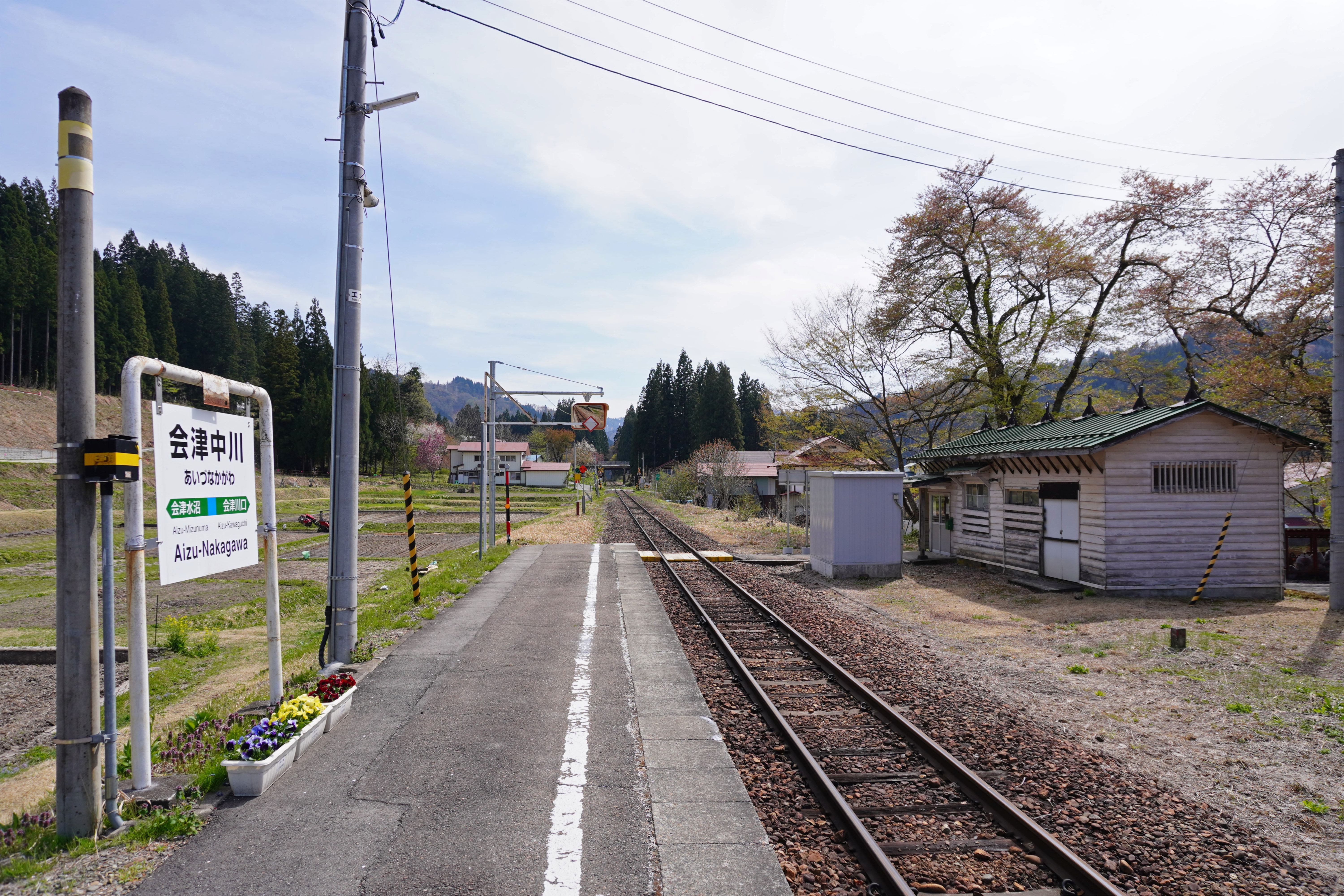
ホーム（2023年4月）

## 利用状況
「福島県統計年鑑」によると、2000年度（平成12年度）- 2004年度（平成16年度）の1日平均乗車人員の推移は以下のとおりであった。
| 乗車人員推移       | 乗車人員推移     | 乗車人員推移 |
| 年度               | 1日平均 乗車人員 | 出典         |
| ------------------ | ---------------- | ------------ |
| 2000年（平成12年） | 11               | [ 4 ]        |
| 2001年（平成13年） | 11               | [ 5 ]        |
| 2002年（平成14年） | 11               | [ 6 ]        |
| 2003年（平成15年） | 8                | [ 7 ]        |
| 2004年（平成16年） | 5                | [ 8 ]        |

## 駅周辺

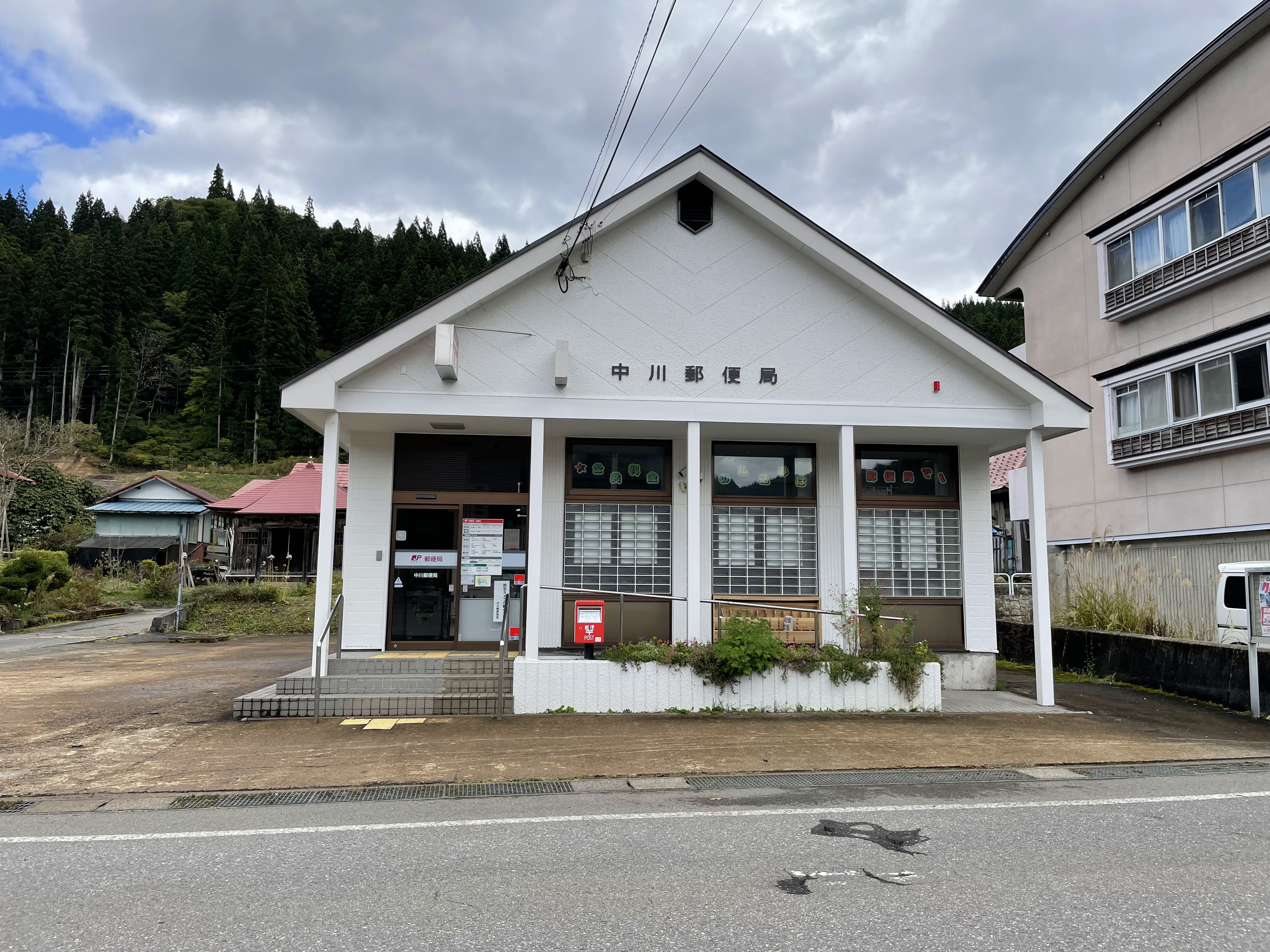
中川郵便局

- 中川温泉（福祉センターゆうゆう館）
- 中川郵便局
- 金山町町民体育館
- 只見川
- 上田ダム
- 国道252号
- 道の駅奥会津かねやま
- 金山町町営バス「JR会津中川駅前」停留所

## 隣の駅
東日本旅客鉄道（JR東日本）
■只見線
会津水沼駅 - 会津中川駅 - 会津川口駅